# 龙虎洞水库
龙虎洞水库位于湖南省郴州市汝城县，是一座以灌溉为主的中型水库，該水庫於1960年3月建成。該水庫库容约3448万立方米，高49米，长181米。集水面积46.5平方公里。灌溉面積7.63万亩。